# Microgale gymnorhyncha
Microgale gymnorhyncha is een zoogdier uit de familie van de tenreks (Tenrecidae). De wetenschappelijke naam van de soort werd voor het eerst geldig gepubliceerd door Jenkins, Goodman & Raxworthy in 1996.

## Voorkomen
De soort komt voor in oostelijk Madagaskar.